# Huépac
Huépac es una localidad del estado de Sonora en la República Mexicana. Es la cabecera del Municipio de Huépac, que está ubicado al centro-este del Estado de Sonora, en la región de la Sierra Madre Occidental, su cabecera es la población de Huépac y se localiza en el paralelo 29°54′ de latitud norte y el meridiano 110°12′ de longitud al oeste de Greenwich; a una altitud de 852 m s. n. m. (metros sobre el nivel del mar). Colinda al norte con Banámichi, al este con Cumpas, al sur con Aconchi y al suroeste con San Felipe. 
En 2020, la población en Huépac fue de 943 habitantes (52.4% hombres y 47.6% mujeres), que en comparación a 2010, la población en Huépac decreció un -18.3%.

## Historia
El territorio del municipio estuvo ocupado en tiempos prehispánicos por unos indios de la tribu de Ópata. En el lugar conocido actualmente como "La bombita", es donde se instalaron los primeros asentamientos del pueblo ópata en las riveras del Río Sonora. El Ojo de Agua de Huépac, es también un pequeño pueblo perteneciente a Huépac y el lugar señalado como los primeros asentamientos del lugar, desde antes de la llegada de los españoles. El Ranchito de Huépac es el nombre que recibe el pueblo que es la comisaría de Huépac. 
El poblado fue fundado en el año de 1639 por el misionero jesuita de origen criollo Jerónimo de la Canal como una misión católica, con el nombre de San Lorenzo (Mártir) de Güepaca, por lo que San Lorenzo de Huépac, es el patrono del lugar y tiene sus fiestas en agosto. Para efectos administrativos pertenecía al rectorado de San Francisco Javier. En el templo de San Lorenzo; cuyas vigas talladas y sus anchos muros datan del siglo XVIII; guarda esculturas de santos, un Cristo y otras figuras talladas, traídas de Italia desde hace más de 300 años.
Después de la independencia en 1810, estuvo administrado por el juez de paz, obtuvo la categoría de municipio en 1930 y estaba adscrito al municipio de Ures; en 1930 fue incorporado al municipio de Arizpe y en mayo de 1931 consiguió su autonomía. 
Este pueblo de la sierra central de Sonora ha sido centro minero, ganadero y agrícola por siempre. De la minería quedan los recuerdos de grandes vetas y exitosos gambusinos. De la agricultura y ganadería, son famosas sus parcelas regadas por el río, sus praderas de forraje y establos productores de leche y buenos quesos. 
En diciembre dan inicio de las festividades de San Lorenzo, son eventos típicos de este pueblo. Danzas, matachines y el tradicional paseo de "La Marmota", que consiste en un recorrido por el pueblo, en donde las personas se disfrazan y van bailando siguiendo una marmota. 

## Etimología
El nombre de Huépac dado a este municipio, proviene de la lengua Ópata y significa Güepaca, de Güe "grande" y paca, "valle", que quiere decir "En donde ensancha el valle", o bien "Valle grande", o "Valle ancho", ya que fue en el valle donde corre el río Sonora, obedeciendo a su ubicación geográfica.

## Escudo de Armas
Contiene 5 figuras; una de ellas son golondrinas volando en torno a un campanario emblemático de la espadaña de su templo, sin olvidar por supuesto al santo patrono San Lorenzo de Guepaca; estas golondrinas siguen dando marco de colorido y tranquilidad a la población, forman parte del paisaje, anidan en los aleros de las casas antiguas, en cuevas, en las peña en las márgenes del río y posan por largos ratos en los alambres de la corriente eléctrica para hacer constar que viven felices; nadie les hace daño, ni les incomoda, los niños están acostumbrados a verlas como familia, donde quiera, las golondrinas, anidan; se goza tanto como se extraña su presencia. Cuando llegan en marzo hay por ello renovación de gozo, cuando emigran en octubre, no se puede menos que expresar como esperanza deseos de buenas cosas. Esto significa que estas poéticas aves forman parte de la vida acogedora de la región. 

## Geografía
Posee una superficie de 317.37 kilómetros cuadrados que representa el 0.2 por ciento del total estatal y el 0.02 por ciento en relación con la nación; las localidades más importantes además de la cabecera son: Ojo de Agua y el Ranchito de Huépac. Su territorio corresponde a la región de los valles, las serranías más importantes que se alcanzan en la zona son: Cerro Prieto y la Bellota. El río Sonora penetra en su jurisdicción procedente de Banámichi y después de recibir las aguas de los arroyos de El Gavilán, Güevarachi y el Triunfo cruza los límites con el municipio de Aconchi.
En el municipio se localizan los siguientes tipos de suelo: Feozem: se localiza al centro en una franja que se desplaza de norte a sur, tienen una capa superficial obscura, suave y rica en materia orgánica y nutrientes, en condiciones naturales tienen cualquier tipo de vegetación. Su susceptibilidad a la erosión depende de la pendiente del terreno; Regosol, se localiza al oeste y este del municipio, su fertilidad es variable con diversos tipos de vegetación, su uso agrícola está principalmente condicionado a su profundidad. Su susceptibilidad a la erosión es muy variable y depende de la pendiente del terreno. 

## Clima
La temporada de lluvias se presenta en los meses de julio y agosto con una precipitación pluvial media anual de 424.0 milímetros, ocasionalmente se presentan heladas y granizos. Huépac es un municipio donde se han registrado nevadas; una de ellas fue en el año 1987.
El municipio de Huépac cuenta con un clima semi-cálido templado. La temperatura media anual es de 19.6 °C, con una temperatura media máxima mensual en junio y julio de 37.5 °C y 39 °C, y una temperatura media mínima mensual en diciembre y enero de −2.9 °C y −3.0 °C. 
| Parámetros climáticos promedio de Huépac, Sonora (1951-2010)                    | Parámetros climáticos promedio de Huépac, Sonora (1951-2010) | Parámetros climáticos promedio de Huépac, Sonora (1951-2010) | Parámetros climáticos promedio de Huépac, Sonora (1951-2010) | Parámetros climáticos promedio de Huépac, Sonora (1951-2010) | Parámetros climáticos promedio de Huépac, Sonora (1951-2010) | Parámetros climáticos promedio de Huépac, Sonora (1951-2010) | Parámetros climáticos promedio de Huépac, Sonora (1951-2010) | Parámetros climáticos promedio de Huépac, Sonora (1951-2010) | Parámetros climáticos promedio de Huépac, Sonora (1951-2010) | Parámetros climáticos promedio de Huépac, Sonora (1951-2010) | Parámetros climáticos promedio de Huépac, Sonora (1951-2010) | Parámetros climáticos promedio de Huépac, Sonora (1951-2010) | Parámetros climáticos promedio de Huépac, Sonora (1951-2010) |
| Mes                                                                             | Ene.                                                         | Feb.                                                         | Mar.                                                         | Abr.                                                         | May.                                                         | Jun.                                                         | Jul.                                                         | Ago.                                                         | Sep.                                                         | Oct.                                                         | Nov.                                                         | Dic.                                                         | Anual                                                        |
| ------------------------------------------------------------------------------- | ------------------------------------------------------------ | ------------------------------------------------------------ | ------------------------------------------------------------ | ------------------------------------------------------------ | ------------------------------------------------------------ | ------------------------------------------------------------ | ------------------------------------------------------------ | ------------------------------------------------------------ | ------------------------------------------------------------ | ------------------------------------------------------------ | ------------------------------------------------------------ | ------------------------------------------------------------ | ------------------------------------------------------------ |
| Temp. máx. abs. (°C)                                                            | 35.0                                                         | 36.0                                                         | 40.0                                                         | 40.0                                                         | 39.0                                                         | 40.0                                                         | 43.0                                                         | 42.0                                                         | 41.2                                                         | 38.4                                                         | 24.1                                                         | 20.5                                                         | 35.2                                                         |
| Temp. máx. media (°C)                                                           | 21.2                                                         | 23.0                                                         | 25.8                                                         | 29.2                                                         | 34.5                                                         | 39.0                                                         | 37.5                                                         | 36.6                                                         | 36.1                                                         | 27.6                                                         | 26.1                                                         | 18.4                                                         | 29.0                                                         |
| Temp. media (°C)                                                                | 10.9                                                         | 12.3                                                         | 14.7                                                         | 17.8                                                         | 22.3                                                         | 27.4                                                         | 28.8                                                         | 27.9                                                         | 26.6                                                         | 21.3                                                         | 14.8                                                         | 10.6                                                         | 19.6                                                         |
| Temp. mín. media (°C)                                                           | -2.0                                                         | -2.8                                                         | 0.7                                                          | 4.3                                                          | 10.1                                                         | 15.8                                                         | 16.6                                                         | 18.0                                                         | 17.1                                                         | 8.3                                                          | 3.5                                                          | -2.9                                                         | 9.1                                                          |
| Temp. mín. abs. (°C)                                                            | -7.0                                                         | -6.0                                                         | -4.0                                                         | -2.5                                                         | 0.0                                                          | 7.0                                                          | 12.0                                                         | 10.0                                                         | 7.0                                                          | -2.5                                                         | -6.0                                                         | -7.0                                                         | -7.0                                                         |
| Precipitación total (mm)                                                        | 26.9                                                         | 21.6                                                         | 12.2                                                         | 7.6                                                          | 4.8                                                          | 28.5                                                         | 151.7                                                        | 128.5                                                        | 52.6                                                         | 28.4                                                         | 15.4                                                         | 35.8                                                         | 514.0                                                        |
| Días de precipitaciones (≥ 0.1 mm)                                              | 2.8                                                          | 2.2                                                          | 1.1                                                          | 0.7                                                          | 0.6                                                          | 1.8                                                          | 9.9                                                          | 7.9                                                          | 3.6                                                          | 1.9                                                          | 1.3                                                          | 2.4                                                          | 36.2                                                         |
| Fuente: Servicio Meteorológico Nacional. Actualizado el 6 de diciembre de 2016. |                                                              |                                                              |                                                              |                                                              |                                                              |                                                              |                                                              |                                                              |                                                              |                                                              |                                                              |                                                              |                                                              |

## Flora y Fauna
La vegetación en el municipio está formada por bosques de pino encino y pastizales en la región serrana, al este de la ribera del río Sonora la vegetación es de mezquital y encino; en el resto de la superficie la vegetación es de tipo matorral: uña de gato, vara dulce, garambullo. Se dedica también parte de la ribera del río para agricultura de riego. 
En la fauna del municipio se encuentran las siguientes especie de animales: sapo verde, rana, sapo toro, tortuga de río, lagartijas (cachora), camaleón, víbora de cascabel, iguana de rocas, venado cola blanca, ardilla, ocelote, nutria, murciélago, coatí, lechuza, carpintero velloso, golondrina común, tordo de ojos amarillos, aura, gavilán ratonero, halcón plomero.

## Deporte
El deporte más jugado en la localidad es el beisbol. El pueblo cuenta con un equipo que participa en la Liga Río de Sonora con el nombre de Mineros de Huépac.

## Relaciones Internacionales

### Hermanamiento
La ciudad de Huépac está hermanada con 3 ciudades: 
- San Felipe de Jesús (2006).[6] Rayón (2006),[6] Banámichi (2006).[6]